# Grupo Maúte
El Grupo Maúte, también conocido como el Estado Islámico de Lanao, fue una agrupación islamista radical de origen filipino compuesta por exguerrilleros del Frente Moro de Liberación Islámica y algunos combatientes extranjeros.
Dirigida por Abdullah Maúte, el presunto fundador de un Dawlah Islamiya, o Estado Islámico con sede en Lanao del Sur, Mindanao, Filipinas. 
El Grupo Maúte tuvo un enfrentamiento con tropas del Ejército de Filipinas en febrero de 2016, que terminó con la captura de su cuartel general en Butig, Lanao del Sur. Hay informes de que Omar Maúte, hermano de Abdullah, murió en ese enfrentamiento. También hay informes de lo contrario, alegando que escapó antes de que el campamento fuera invadido y aún está vivo. El grupo, que un comandante de brigada del ejército filipino caracterizó como terrorista, había estado realizando una red de protección en los asentamientos remotos de Butig, Lanao del Sur. Se había enfrentado en varias ocasiones con las tropas de las Fuerzas Armadas de Filipinas, la más significativa de las cuales comenzó en mayo de 2017 y culminó en la Batalla de Marawi.
Está catalogado como una organización terrorista por Malasia y Nueva Zelanda.

## Antecedentes

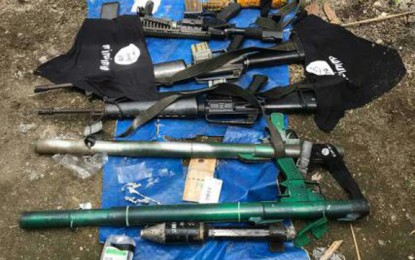
Armas y parafernalia de propiedad del grupo, confiscado por el Ejército Filipino en julio de 2018

El Grupo Maúte fue fundado en 2012 por los hermanos Abdullah y Omar Maúte, que eran delincuentes menores en ese momento. El Grupo Maute fue conocido originalmente como Dawlah Islamiya. El Grupo Maute prometió lealtad al Estado islámico en abril de 2015, junto con la organización terrorista Ansar Al-Khilafah de Filipinas, que también se comprometieron a apoyarse mutuamente. Sin embargo, de acuerdo con el exasesor del Consejo Nacional de Seguridad de Filipinas, Ashley Acedillo, no hay indicios de que ISIS haya acreditado la promesa del Grupo Maute.
Un informe publicado en octubre de 2016 declaró que el Grupo Maúte "cuenta con los miembros más inteligentes, mejor educados y más sofisticados de todos los grupos Pro-Estado Islámico en Filipinas".
Fuentes de las fuerzas armadas filipinas afirman que su primer choque armado con el Grupo Maúte  se involucró en un tiroteo en 2013 cuando los insurgentes atacaron un puesto de control de seguridad que las tropas del gobierno tenían en Madalum, Lanao del Sur. Se cree que el grupo tiene más de 100 miembros y un equipo de terroristas extranjeros le suministró armamento. Se dice que están afiliados con Jemaah Islamiya, un grupo terrorista islámico del sudeste asiático.
Aunque algunos informes indican que el Grupo Maúte se ve regularmente llevando las banderas negras llevando la insignia del Daesh de Irak y de Siria, el alcalde de la ciudad de Butig, Ibrahim Macadato ha indicado que el grupo no está afiliado con ISIS, sino que son simplemente grupos de residentes armados. Sin embargo, los manuales de capacitación y otros documentos para los militantes bajo el liderazgo del Estado Islámico fueron recuperados de su campo capturado, lo que indica que el grupo maute puede estar tratando de vincularse con Daesh.
Butig, el cuartel general del Grupo Maúte, es también un bastión del Frente Moro de Liberación Islámica y ambos grupos están atados por lazos de sangre o matrimonio. Los hermanos Omar y Abdullah Maute son primos hermanos de Azisa Romato, esposa del fallecido vicepresidente de Asuntos Militares, Alim Abdul Aziz Mimbantas, quien está enterrado en Butig. Los propios hermanos Maute fueron miembros del Frente Moro de Liberación Islámica.
Butig, la sede del grupo Maute, es también un bastión del Frente Moro de Liberación Islámica y ambos grupos están vinculados por sangre o matrimonio. Abdullah y Omar Maute son primos hermanos de Azisa Romato, la esposa del difunto vicepresidente de Asuntos Militares del MILF Alim Abdul Aziz Mimbantas, quien está enterrado en Butig. Los mismos hermanos Maute alguna vez fueron miembros del MILF.

## Declaración de lealtad al Estado Islámico
El grupo prometió lealtad al Estado Islámico en abril de 2015, junto con la organización terrorista Ansar Khalifa Filipinas, prometiendo brindarse apoyo mutuo. Sin embargo, según la exconsultora principal del Consejo de Seguridad Nacional, Ashley Acedillo, no hay indicios de que ISIS haya reconocido alguna vez la promesa del grupo Maute.
Aunque algunos informes indican que se ve regularmente al grupo Maute portando banderas negras con la insignia del Estado Islámico de Irak y Siria, el alcalde de la ciudad de Butig, Ibrahim Macadato, ha declarado que el grupo no está afiliado a ISIS, sino que son simplemente residentes armados. Sin embargo, se recuperaron manuales de capacitación y otros documentos para militantes bajo el Estado Islámico de su campamento capturado, lo que indica que el grupo puede estar tratando de vincularse con ISIS.
En octubre de 2016, un experto en seguridad regional afirmó que el grupo Maute era sofisticado en el uso de las redes sociales y podía atraer a estudiantes y profesores de la Universidad Estatal de Mindanao en Marahui.
A medida que ISIS sufre reveses en Siria e Iraq, los expertos advirtieron que los combatientes de la región regresarán en busca de nuevas oportunidades para luchar en otros lugares, y la promesa de lealtad del grupo Maute a ISIS podría servir como un incentivo para unirse a sus filas. la organización. Desde al menos 2016, los informes sobre actividades yihadistas en Filipinas y de combatientes filipinos con ISIS indican un grado creciente de coordinación, cooperación y cohesión entre los militantes yihadistas del sudeste asiático y el Estado Islámico en Siria e Irak.

## Actividades
Se dice que el Grupo Maúte está reclutando activamente a menores de edad para servir como niños soldados y usando el rechazo de la Ley Básica de Bangsamoro como propaganda. En abril de 2016, secuestraron a seis trabajadores del aserradero de Butig, dos de los cuales más tarde fueron decapitados.

### Primeros enfrentamientos con las fuerzas de seguridad filipinas
Fuentes del ejército filipino afirman que su encuentro inicial con el grupo Maute involucró un tiroteo en 2013 cuando los insurgentes atacaron un puesto de control de seguridad que las tropas gubernamentales estaban manejando en Madalum, Lanao del Sur. Se pensaba que el grupo tenía más de 100 miembros en ese momento y un terrorista extranjero les proporcionó equipo. Se dice que están afiliados a Jemaah Islamiya, un grupo terrorista islamista del sudeste asiático. El estuvo involucrado en un enfrentamiento con tropas del Ejército filipino en febrero de 2016 que condujo a la captura de su cuartel general en Butig, Lanao del Sur.
Hubo informes de que Omar Maute murió en ese enfrentamiento. Sin embargo, hubo informes de lo contrario, afirmando que escapó antes de que el campamento fuera invadido y que todavía estaba vivo; 
Las imágenes de video encontradas en un teléfono celular capturadas por las tropas del gobierno filipino durante la Batalla de Marawi indicaron que eso era cierto. En noviembre de 2016, el grupo Maute se apoderó momentáneamente de la ciudad de Butig, pero fue desalojado de sus posiciones por las fuerzas de seguridad filipinas después de aproximadamente una semana de lucha.
CNN ha informado que dos oficiales de la Policía Nacional de Filipinas habían desertado y se habían unido al grupo.

### Atentado de la Ciudad de Dávao en 2016
Fue un hecho terrorista ocurrido en la ciudad de Dávao que tuvo lugar el 2 de septiembre de 2016, alrededor de las 22:17 horas de Filipinas en un mercado nocturno a lo largo de la Avenida Roxas, en el distrito central de negocios de la ciudad, a unos 100 metros del campus principal de la Universidad Ateneo de Dávao. El alcalde de la ciudad de Dávao, Paolo Duterte, emitió una declaración poco después de los ataques para confirmar los hechos y los muertos que fueron 15 personas fallecidas y 70 heridos.
En la conferencia de prensa del Comando de la Oficina de la Región Policial 11 en Dávao la noche siguiente al incidente, el director general de la Policía Nacional de Filipinas, Ronald de la Rosa, confirmó que la explosión de Dávao fue un ataque terrorista y que se utilizó un artefacto explosivo improvisado.
El 4 de octubre de 2016, tres hombres vinculados al Grupo Maúte fueron arrestados en relación con el bombardeo de la ciudad de Dávao en 2016. Los hombres eran TJ Tagadaya Macabalang, Wendel Apostol Facturan, y Musali Mustapha. El secretario de Defensa, Delfín Lorenzana, dijo que el Grupo Maute ya ha establecido vínculos con Abu Sayyaf y que hay "indicios" de que el grupo se está afiliado con Daesh. El 28 de noviembre, el gobierno filipino finalmente reconoció oficialmente que Maute está vinculado a ISIS bajo un comentario televisado en directo por el presidente Rodrigo Duterte.
El Grupo Maúte se sospecha que detrás de un complot fracasado en las proximidades de la embajada de Estados Unidos en Manila en noviembre el año 2016.

### Batalla de Marawi
El Grupo Maúte, una organización afín al Estado Islámico (EI), llevó a cabo un ataque durante la tarde del 23 de mayo de 2017 en la ciudad de Marawi, en la región autónoma suroccidental del Mindanao Musulmán, que provocó un enfrentamiento con las Fuerzas Armadas de Filipinas. Lo que provocó que el Presidente de Filipinas Rodrigo Duterte declarara la ley marcial en toda la isla de Mindanao.

#### Desplazados

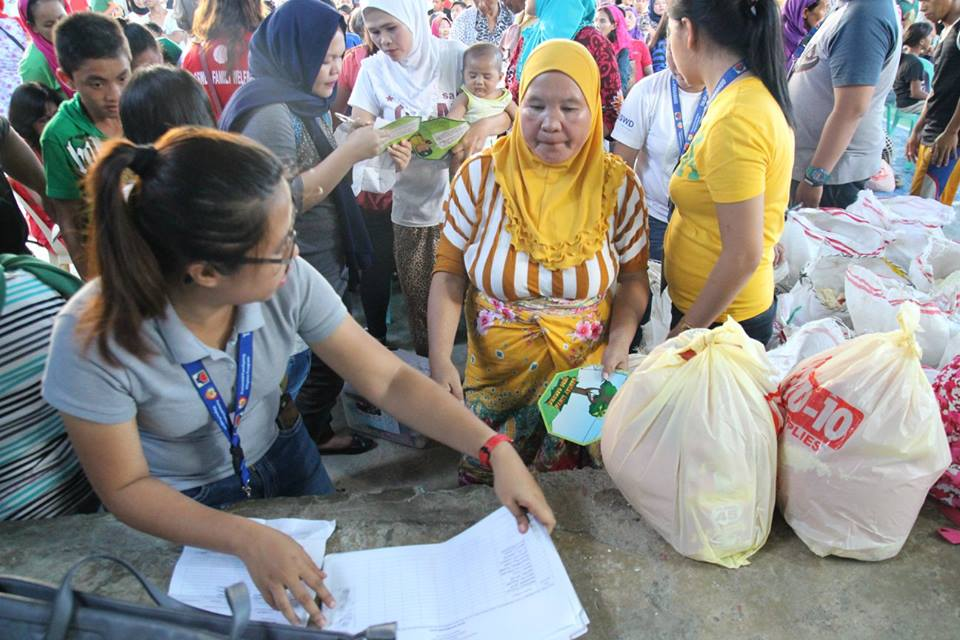
Personas evacuadas de Marawi.

Miles de civiles filipinos han abanado la ciudad de Marawi escapando de los combates entre militantes yihadistas y fuerzas militares y policiales de la República de Filipinas.

## Después de la Batalla de Marawi
Según los informes, los restos del grupo estaban reclutando nuevos miembros en Marawi en diciembre de 2017. El grupo sucesor ha sido etiquetado como el "grupo Turaifie" después de su supuesto líder, Abu Turaifie. Abu Turaifie es el alias de Esmail Sheikh Abdulmalik, el líder de Jamaatul Muhaajireen Wal Ansar, una facción que se separó de Luchadores por la libertad islámica de Bangsamoro.
En mayo de 2018, el ejército filipino alegó que Owayda Benito Mahorombsar (alias Abu Dar) era ahora el líder del grupo. Había huido con docenas de combatientes Maute durante la Batalla de Marawi y desde entonces ha estado activo reclutando nuevos miembros utilizando dinero saqueado de un banco local y las casas abandonadas de residentes adinerados.
En mayo de 2018, el ejército filipino alegó que Owayda Benito Mahorombsar (Abu Dar) era ahora el líder del grupo. Había huido con docenas de combatientes Maute durante la Batalla de Marawi y desde entonces ha estado activo reclutando nuevos miembros utilizando dinero saqueado de un banco local y las casas abandonadas de residentes adinerados.

### Caída del grupo
El 24 de enero de 2019, un feroz tiroteo entre las fuerzas de seguridad del 103 ° Batallón de Infantería y terroristas del grupo Maute dejó tres soldados heridos y tres terroristas heridos en Barangay Sumalindao, Sultán Dumalondong, Lanao del Sur. Días antes, cinco militantes se entregaron a los militares cerca de una base militar en Lanao del Sur.
El 12 de marzo, dos militantes del EI y dos soldados filipinos fueron asesinados y un soldado resultó herido durante un tiroteo en Pagawayan, Lanao del Sur. El ataque fue atribuido al Dawlah Islamiyah Ranao es un remanente del Grupo Maute-Abu Sayaff que dirigió el asedio de Marawi City en mayo de 2017.
Días después, el 14 de marzo, cuatro seguidores de Maute vinculados al Estado Islámico y tres soldados fueron asesinados, mientras que otras tres tropas desaparecieron luego de un intenso tiroteo en Barangay Dinaigan, Turaban, Lanao del Sur, dijeron el viernes funcionarios militares. Después de la especulación sobre la muerte del líder de este grupo, una prueba de ADN publicada en abril confirmó que el líder Maute Owaydah Marohombsar, alias Abu Dar, fue uno de los cuatro terroristas asesinados. No fue hasta el 19 de junio, un miembro paquistaní llamado Waqar Ahmad, de 36 años, fue arrestado y luego deportado. Morente dijo que Ahmad se someterá a procedimientos de deportación por ser un extranjero indeseable debido a sus presuntos vínculos terroristas y por trabajar en el país sin un permiso. Fue arrestado después de varios días de vigilancia intensiva realizada por miembros de la Unidad de Inteligencia Regional PNP 9 en la tienda de electrodomésticos de su tío paquistaní en dicha ciudad. Las autoridades sospechan que el grupo planeado realizó un ataque similar a los registrados en Indanan en junio.
El 21 de junio, un militante indonesio que luchó junto al Grupo Maute durante el asedio de los rebeldes a la ciudad de Marawi en 2017. La Sección 266 del Tribunal de Primera Instancia de la Ciudad de Taguig (RTC) encontró a Muhammad Ilham Syahputra culpable de la posesión ilegal de una pistola cuando estaba arrestado el 1 de noviembre de 2017.